# Tamás Horváth
Tamás Horváth (sinh 18 tháng 6 năm 1987, là một thủ môn bóng đá Hungary hiện tại thi đấu cho Mezőkövesd-Zsóry mượn từ Videoton.